# العلاقات الصومالية الإسرائيلية
العلاقات الصومالية الإسرائيلية هي العلاقات الثنائية التي تجمع بين الصومال وإسرائيل.

## مقارنة بين البلدين
هذه مقارنة عامة ومرجعية للدولتين:
| وجه المقارنة                                              | الصومال                        | إسرائيل                                                             |
| --------------------------------------------------------- | ------------------------------ | ------------------------------------------------------------------- |
| المساحة (كم2)                                             | 637.66 ألف                     | 20.77 ألف                                                           |
| عدد السكان (نسمة)                                         | 14.74 مليون                    | 8.89 مليون                                                          |
| الكثافة السكانية (ن./كم²)                                 | 23.12                          | 428.02                                                              |
| العاصمة                                                   | مقديشو                         | القدس                                                               |
| اللغة الرسمية                                             | اللغة الصومالية، اللغة العربية | اللغة العبرية، اللغة العربية                                        |
| العملة                                                    | شلن صومالي                     | شيكل إسرائيلي جديد، شيكل إسرائيلي قديم، جنيه فلسطيني، جنيه إسرائيلي |
| الناتج المحلي الإجمالي (بليون دولار)                      | 7.37 مليار                     | 350.85 مليار                                                        |
| الناتج المحلي الإجمالي (تعادل القوة الشرائية) بليون دولار |                                | 306.51 مليار                                                        |
| الناتج المحلي الإجمالي الاسمي للفرد دولار أمريكي          | 549                            | 35.73 ألف                                                           |
| الناتج المحلي الإجمالي للفرد دولار أمريكي                 |                                | 36.58 ألف                                                           |
| مؤشر التنمية البشرية                                      |                                | 0.899                                                               |
| رمز المكالمات الدولي                                      | +252                           | +972                                                                |
| رمز الإنترنت                                              | .so                            | .il                                                                 |
| المنطقة الزمنية                                           | ت ع م+03:00                    | توقيت إسرائيل، Israel Summer Time ‏                                  |

## منظمات دولية مشتركة
يشترك البلدان في عضوية مجموعة من المنظمات الدولية، منها:
| علم المنظمة | اسم المنظمة                               | تاريخ انضمام الصومال | تاريخ انضمام إسرائيل |
| ----------- | ----------------------------------------- | -------------------- | -------------------- |
|             | مؤسسة التنمية الدولية                     | 31 أغسطس 1962        | 22 ديسمبر 1960       |
|             | الأمم المتحدة                             | 20 سبتمبر 1960       | 11 مايو 1949         |
|             | منظمة الشرطة الجنائية الدولية             | ?                    | ?                    |
|             | المركز الدولي لتسوية المنازعات الاستشارية | 30 مارس 1968         | 22 يوليو 1983        |
|             | الاتحاد الدولي للاتصالات                  | 28 سبتمبر 1962       | 24 يونيو 1948        |
|             | الفريق المعني برصد الأرض                  | ?                    | ?                    |
|             | البنك الدولي للإنشاء والتعمير             | 31 أغسطس 1962        | 12 يوليو 1954        |
|             | الاتحاد البريدي العالمي                   | ?                    | ?                    |
|             | مؤسسة التمويل الدولية                     | 31 أغسطس 1962        | 26 سبتمبر 1956       |
|             | يونسكو                                    | 15 نوفمبر 1960       | 16 سبتمبر 1949       |

## وصلات خارجية
- موقع وزارة الخارجية الصومالية
- موقع وزارة الخارجية الإسرائيلية